# Richard M. Sherman
Richard M. Sherman (Nova Iorque, 12 de junho de 1928 – Los Angeles, 25 de maio de 2024) foi um compositor estadunidense, conhecido por suas canções escritas para a Walt Disney Studios em parceria com o irmão Robert  B. Sherman. Uma delas, "Chim Chim Cher-ee", do filme Mary Poppins, venceu o Oscar de melhor canção original em 1966, e os Sherman também seriam agraciados com o Oscar de melhor trilha sonora.

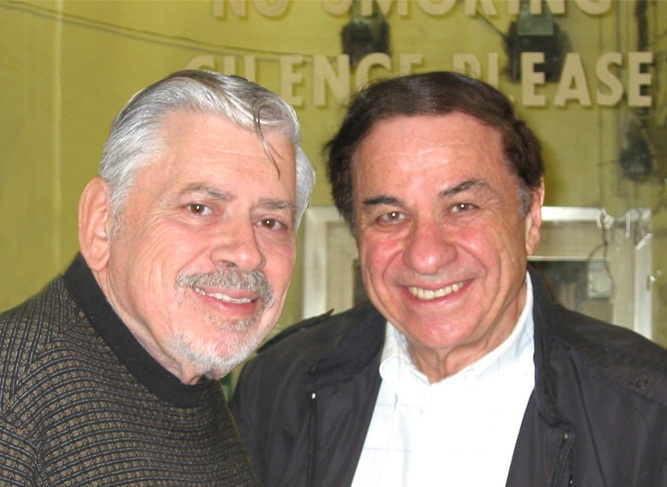
Richard e seu irmão Robert

## Morte
Sherman morreu em 25 de maio de 2024, aos 95 anos, no Cedars-Sinai Medical Center em Los Angeles.

## Lista de obras

### Principais partituras de filmes
- The Parent Trap (1961)
- Big Red (1962)
- In Search of the Castaways (1962)
- Summer Magic (1963)
- The Sword in the Stone (1963)
- Mary Poppins (1964)
- Follow Me, Boys! (1966)
- The Happiest Millionaire (1967)
- The Jungle Book (1967)
- The One and Only, Genuine, Original Family Band (1968)
- Chitty Chitty Bang Bang (1968)
- The Aristocats (1970)
- Bedknobs and Broomsticks (1971)
- Snoopy, Come Home (1972)
- Charlotte's Web (1973)
- The Adventures of Huckleberry Finn (1974)
- The Slipper and the Rose (1976)
- The Many Adventures of Winnie the Pooh (1977)
- The Magic of Lassie (1978)
- Magic Journeys (1982)
- Winnie the Pooh and a Day for Eeyore (1983)
- Little Nemo: Adventures in Slumberland (1992)
- Winnie the Pooh: Seasons of Giving (1999)
- The Tigger Movie (2000)
- Iron Man 2 (2010) (Compôs a música "Make Way For Tomorrow Today". Versões instrumentais foram mais tarde apresentadas em Captain America: The First Avenger e Avengers: Endgame)
- The Jungle Book (2016)
- Christopher Robin (2018)

### Roteiros cinematográficos
- A Symposium on Popular Songs, 1962
- Mary Poppins, 1964,
- The Adventures of Tom Sawyer, 1973
- The Adventures of Huckleberry Finn, 1974
- The Slipper and the Rose, 1976
- The Magic of Lassie, 1978
- Ferdinand the Bull, 1986 (*Roteiro de TV)

### Musicais de palco

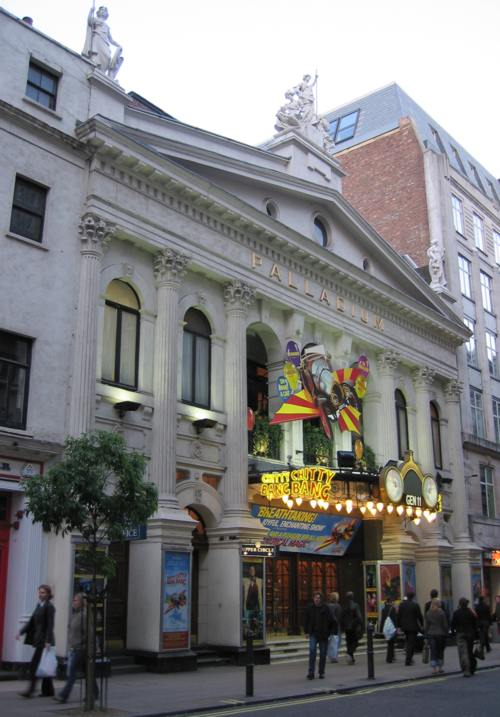
O London Palladium em 2004

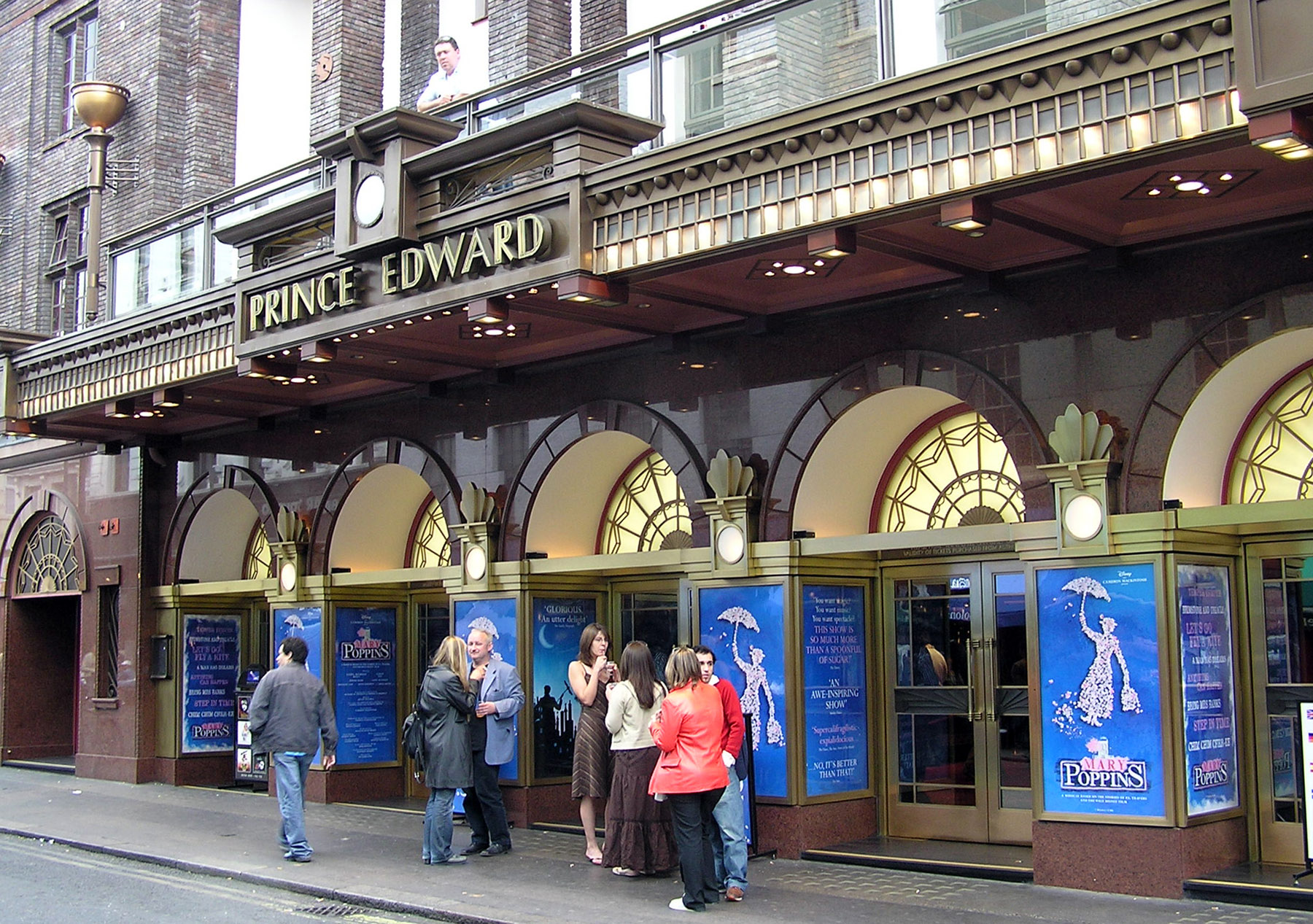
Prince Edward Theatre em 2005

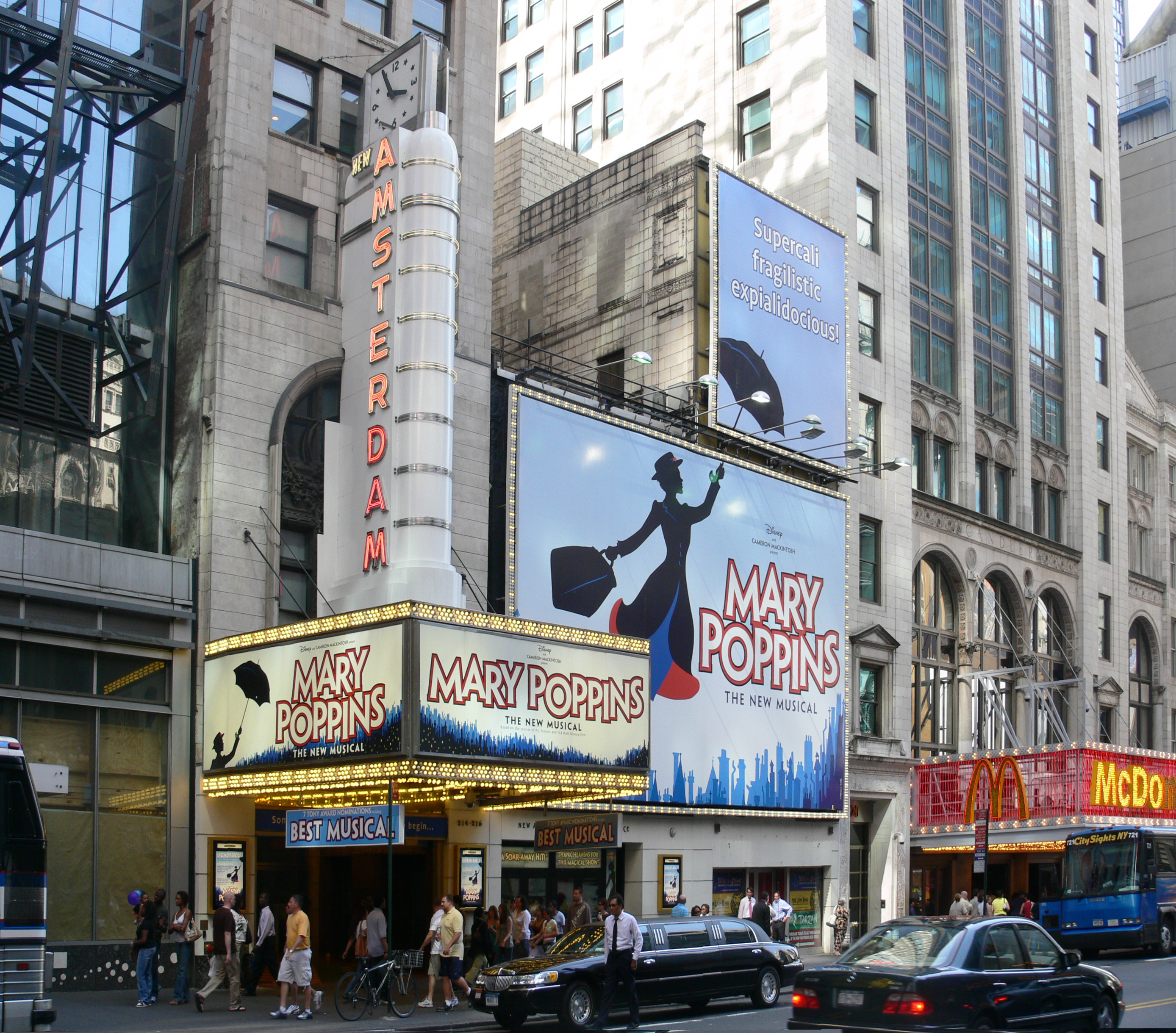
New Amsterdam Theatre em 2007

- Victory Canteen, 1971 (Ivar Theatre, L.A.)
- Over Here!, 1974 (Broadway, NY)
- Dawgs, 1983 (Variety Arts Center, L.A.)
- Busker Alley, 1995 (turnê nos EUA)
- Chitty Chitty Bang Bang, 2002 (Londres)
- Mary Poppins, 2004 (London)
- On the Record, 2004-5 (turnê nos EUA)
- Chitty Chitty Bang Bang, 2005 (Broadway, NY)
- Chitty Chitty Bang Bang, 2005 (turnê no Reino Unido)
- Busker Alley, 2006 (Broadway, NY - *one night only)
- Mary Poppins, 2006 (Broadway, NY)
- Chitty Chitty Bang Bang, 2007 (Singapore)
- Mary Poppins, 2008 (turnê no Reino Unido)
- Chitty Chitty Bang Bang, 2008 (Segunda turnê no Reino Unido)
- Mary Poppins, 2008 (Stockholm)
- Mary Poppins, 2009 (US Tour)
- Mary Poppins, 2009 (Copenhagen)
- Mary Poppins, 2009 (Shanghai)
- Mary Poppins, 2010 (Australia)
- Mary Poppins, 2009 (South Africa)
- Mary Poppins, 2009 (The Hague)
- Mary Poppins, 2009 (Helsinki)
- Mary Poppins, 2012 (Budapest)
- Summer Magic, 2012 (Morristown, Tennessee)
- The Jungle Book, 2013 (Chicago, Illinois)
- The Jungle Book, 2013 (Boston, Massachusetts)
- A Spoonful of Sherman, 2014 (London)
- Mary Poppins, 2015 (Vienna, Austria)
- Chitty Chitty Bang Bang, 2015–16 (turnê no Reino Unido)
- Mary Poppins, 2015–16 (turnê no Reino Unido)
- A Spoonful of Sherman, 2017 (London)
- A Spoonful of Sherman, 2018 (UK/Ireland Tour)
- A Spoonful of Sherman, 2019 (San Jose, CA)
- A Spoonful of Sherman, 2019 (Singapore)
- Mary Poppins, 2019 (Londres)
- Bedknobs and Broomsticks, 2021 (turnê no Reino Unido)

### Músicas de parques temáticos
- There's a Great Big Beautiful Tomorrow para o Carousel of Progress
- The Best Time of Your Life para o Carousel of Progress
- Miracles from Molecules para o Adventure Thru Inner Space
- One Little Spark para o Journey into Imagination
- Magic Journeys para o Magic Journeys
- The Many Adventures of Winnie the Pooh
- Pooh's Hunny Hunt
- it's a small world (after all) para a atração da Feira Mundial de Nova York de 1964, Pepsi apresenta "It's a Small World" de WALT DISNEY – UMA SAUDAÇÃO À UNICEF E ÀS CRIANÇAS DO MUNDO, depois adaptado para cada instalação do Disney Park de "It's a Small World"
- The Astuter Computer Revue para a estreia de 1982 da CommuniCore Exhibit no EPCOT.
- Magic Highways para o Rocket Rods
- Making Memories para o Magic Journeys
- The Tiki, Tiki, Tiki Room para o Walt Disney's Enchanted Tiki Room
- We Meet the World with Love and Meet the World para a mesma exposição na Tokyo Disneyland
- Kiss Goodnight exit music from Disneyland Forever para o show de fogos de artifício noturno do 60º aniversário da Disneyland, originalmente cantado por Ashley Brown.